# Tonight, Tonight
«Tonight, Tonight» es una canción de The Smashing Pumpkins, la cual fue escrita por el líder del grupo musical, Billy Corgan. Fue el cuarto sencillo y la segunda canción del álbum llamado Mellon Collie and the Infinite Sadness, y que fue lanzado el 15 de abril de 1996.
Tras el lanzamiento, "Tonight, Tonight" fue aclamada por la crítica. El sencillo además fue comercialmente bien recibido, ingresando en las listas de sencillos de varias publicaciones. De manera adicional, el video musical de la canción ganó una serie de premios.
Una versión acústica de la canción, titulada "Tonite Reprise", fue incluida como lado-b en el sencillo y en la versión de tres LP de Mellon Collie and the Infinite Sadness.
El sencillo posteriormente también fue editado en versión extendida para el box set The Aeroplane Flies High. Además, la canción forma parte del disco de grandes éxitos del grupo, titulado Rotten Apples, nombre que comparte con la tercera canción del sencillo.

## Video musical

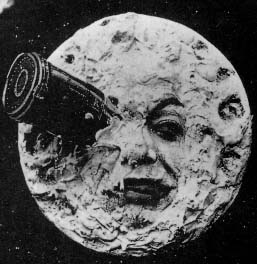
Le Voyage dans la lune (Viaje a la Luna) (1902).

El video musical fue dirigido por la dupla conformada por Jonathan Dayton y Valerie Faris, y protagonizado por Tom Kenny y Jill Talley. La idea original para el video musical era realizar un video al estilo de Busby Berkeley, completado con "gente buceando en copas de champaña". El grupo estaba preparado para la producción del video, cuando descubrieron que Red Hot Chili Peppers había hecho un video musical de similar estilo para la canción "Aeroplane", el cual era casi idéntico a lo que deseaban hacer. La segunda idea para el video musical era que el grupo tocara en un escenario surrealista, mientras la cámara se acercaba a los ojos de la audiencia para visualizar la visión particular de la persona respecto a la canción. El tercer y definitivo concepto, inspirado por la película de cine mudo Viaje a la Luna de Georges Méliès, provino de los directores Jonathan Dayton y Valerie Faris, quienes tuvieron la idea gracias a la portada del álbum, la cual les recordaba las primeras películas del cine mudo. Por lo tanto, el video musical fue filmado en base al estilo de las películas mudas de comienzos de siglo, utilizando telones de fondo de estilo teatral y efectos especiales primitivos.
Dayton y su equipo de producción inicialmente tuvieron problemas para ubicar las vestimentas a utilizar en el video, pues la película Titanic iba a rodarse al mismo tiempo en Los Ángeles. El director de la película, James Cameron, alquiló casi todos los accesorios y vestuarios de la época en la ciudad, dejando al equipo de producción de "Tonight, Tonight" con pocas cosas para trabajar. Los directores Dayton y Faris se comprometieron a rentar los trajes restantes y a contratar diseñadores para recrearlos dentro del período que se puede observar en el video.
El video, que debutó en mayo de 1996, comienza con un grupo de gente celebrando el lanzamiento de un zeppelin a la Luna. El personaje de Tom Kenny besa al personaje de Jill Talley en la mano antes de entrar en el zeppelin, el cual es mantenido en tierra por tres marineros que utilizan cuerdas y poleas. El zeppelin se aproxima a la Luna, la cual tiene una cara similar a la cara lunar en la película Viaje a la Luna. Las tomas del grupo también se realizaron con trajes similares a la época. Los dos personajes saltan del zeppelin y caen en la superficie de la luna. Repentinamente, una serie de hostiles extraterrestres humanoides aparecen, rodeando a la pareja. El personaje de Jill Talley se defiende golpeando a las criaturas con su paraguas, acción que termina evaporándolos, pero finalmente ambos son atrapados y amarrados. Ambos forman un plan para liberarse de las cuerdas y atacar a los extraterrestres con sus paraguas. La pareja escapa en un cohete similar al de la película Viaje a la Luna y aterriza en el fondo del mar, donde finalmente un tritón los envía de vuelta a la superficie en una burbuja.

## Lista de canciones
El sencillo de Tonight, Tonight fue lanzado en dos versiones diferentes, conteniendo diferentes lados-b. Una versión es el sencillo estándar y la otra versión es un CD incluido en el box set de sencillos titulado The Aeroplane Flies High. Todas las canciones fueron escritas por Billy Corgan.
- Sencillo (versión de Estados Unidos)[8]

1. «Tonight, Tonight» - 4:15
2. «Meladori Magpie» - 2:41
3. «Rotten Apples» - 3:02
4. «Medellia of the Gray Skies» - 3:11

- The Aeroplane Flies High[1]

1. «Tonight, Tonight» - 4:15
2. «Meladori Magpie» - 2:41
3. «Rotten Apples» - 3:02
4. «Jupiter's Lament» - 2:30
5. «Medellia of the Gray Skies» - 3:11
6. «Blank» - 2:54
7. «Tonite Reprise» - 2:40